# NBAシックスマン賞
NBAシックスマン賞（英: NBA Sixth Man of the Year Award）はNBAにおいて、レギュラーシーズンの間、ベンチから出場して好成績を残す「シックスマン」の中で最も活躍した選手に贈られる賞。アメリカ合衆国とカナダのスポーツ記者及び放送関係者らの投票によって選出される。
1982-83シーズンに制定された。初受賞者はボビー・ジョーンズ。複数回受賞はケビン・マクヘイル、デトレフ・シュレンプ、リッキー・ピアースの2回受賞、 ジャマール・クロフォード、ルー・ウィリアムズの3回受賞。マクヘイルとシュレンプは2年連続受賞である。

能力のある選手を敢えてスターターには起用しないという采配を最初に導入したのは、1950年代のボストン・セルティックスのヘッドコーチ、レッド・アワーバックだった。この起用法はセルティックスの黄金時代を支えることになり、現在でも重要な戦術の一つとなっている。フランク・ラムジーがシックスマンの元祖といえる。

## 歴代受賞者

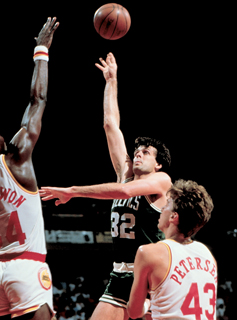
ケビン・マクヘイル (2度受賞)

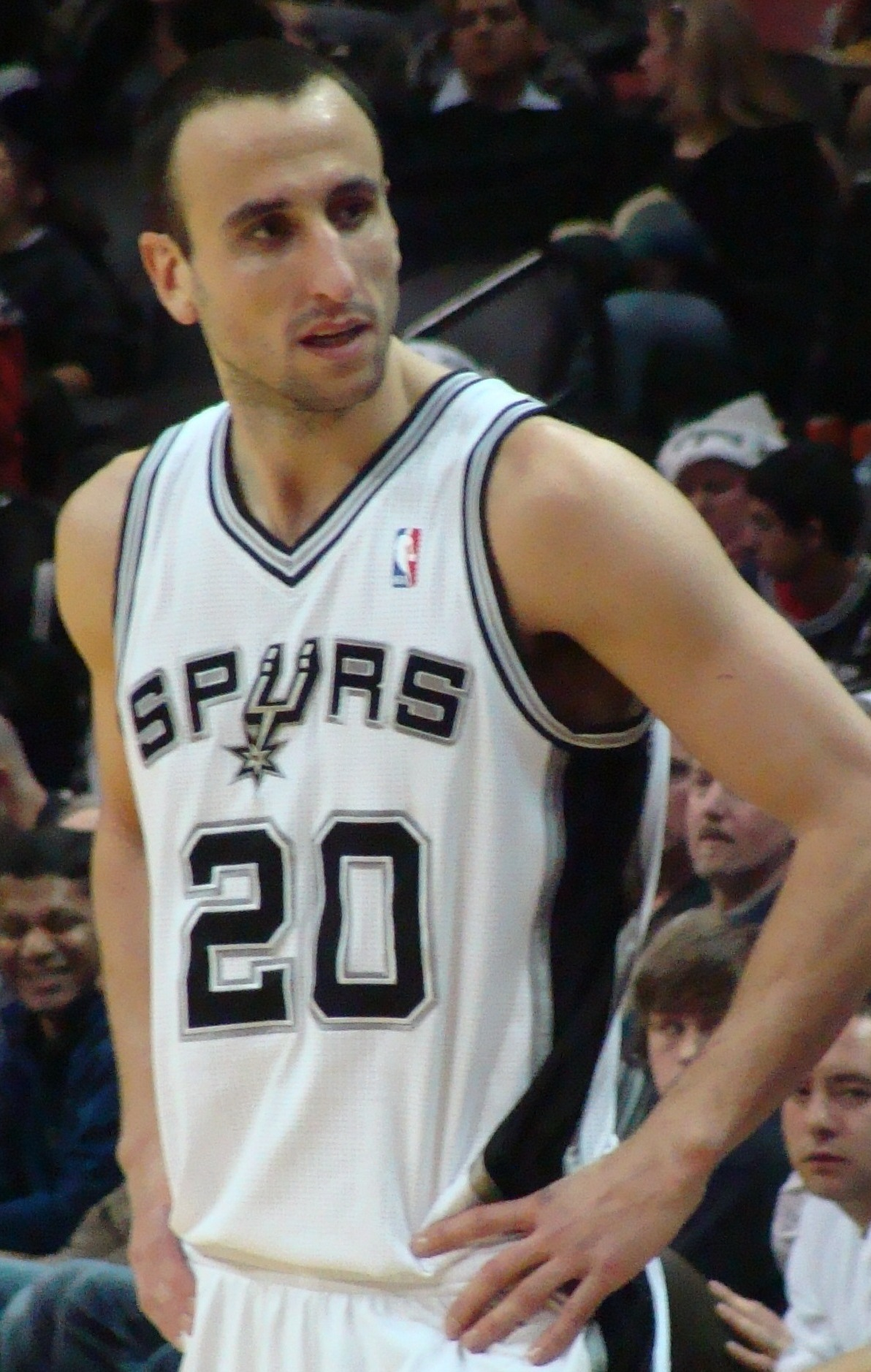
マヌ・ジノビリ (2007–08)

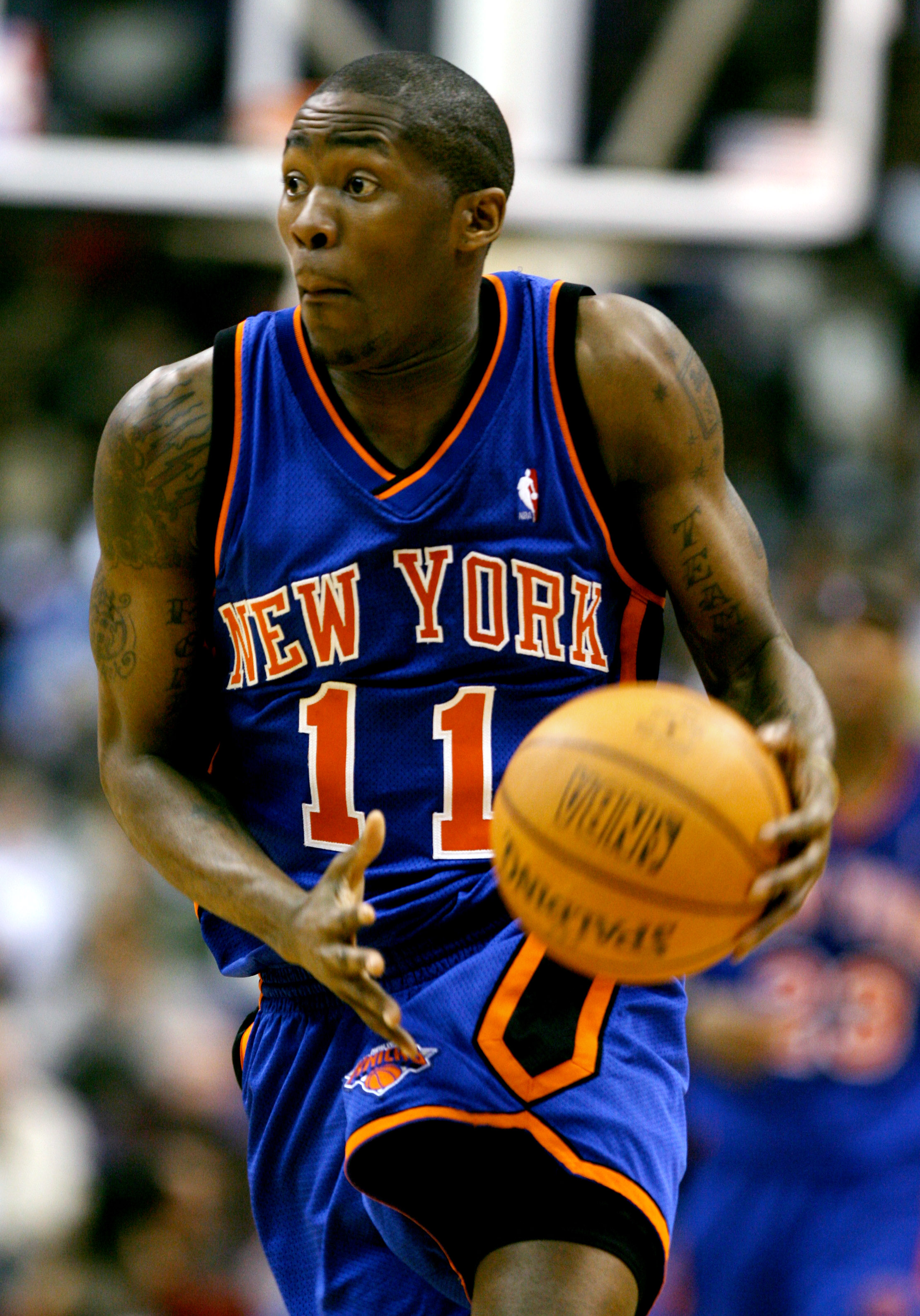
ジャマール・クロフォード (3度受賞)

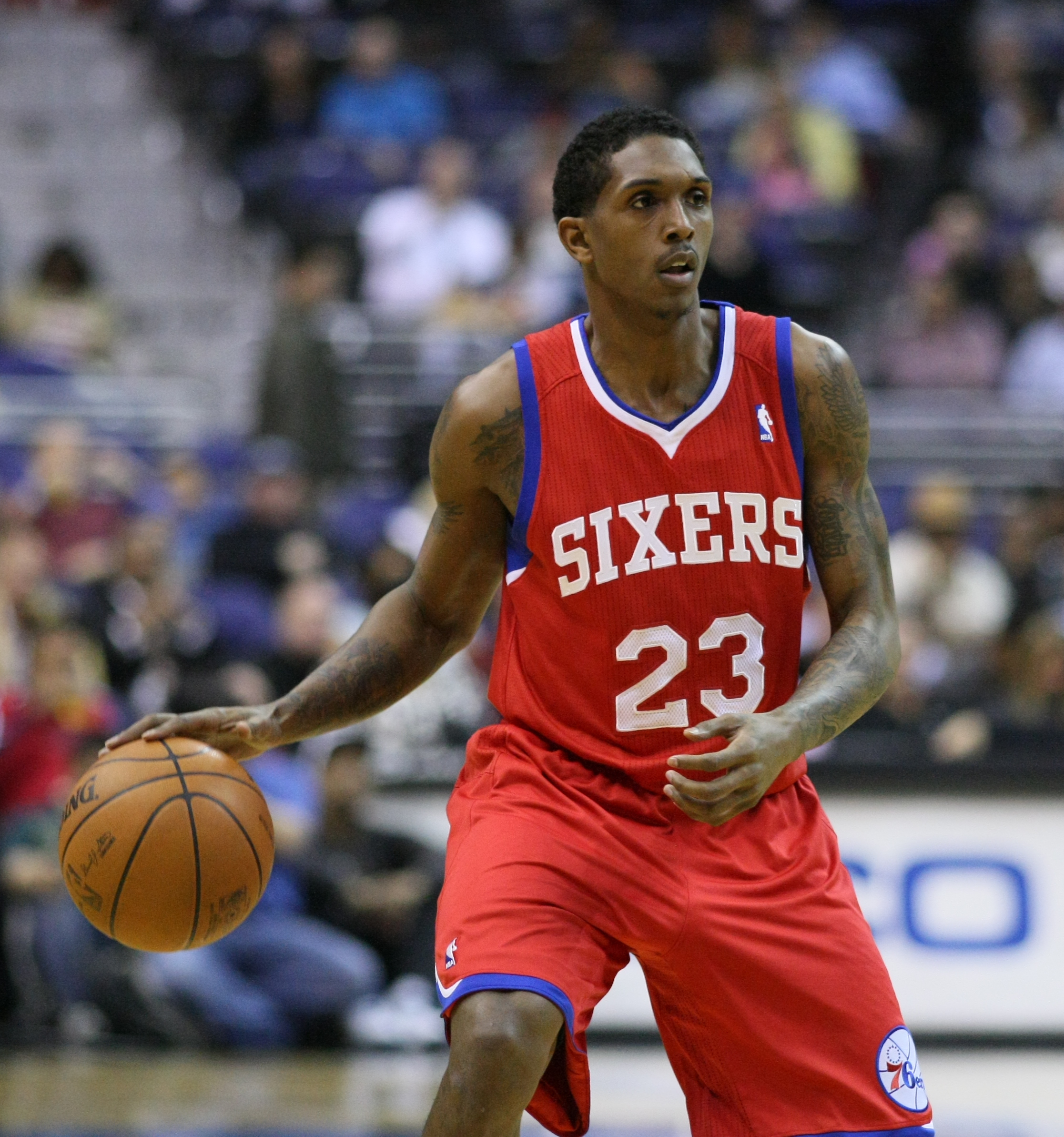
ルー・ウィリアムズ (3度受賞)

| * | 殿堂入り |
| ^ | 現役選手 |

| Season  | Player                       | Pos. | Team                               |
| ------- | ---------------------------- | ---- | ---------------------------------- |
| 1982–83 | ボビー・ジョーンズ*          | PF   | フィラデルフィア・76ers            |
| 1983–84 | ケビン・マクヘイル*          | PF   | ボストン・セルティックス           |
| 1984–85 | ケビン・マクヘイル* (2)      | PF   | ボストン・セルティックス           |
| 1985–86 | ビル・ウォルトン*            | C    | ボストン・セルティックス           |
| 1986–87 | リッキー・ピアース           | SG   | ミルウォーキー・バックス           |
| 1987–88 | ロイ・タープリー             | PF   | ダラス・マーベリックス             |
| 1988–89 | エディー・ジョンソン         | SF   | フェニックス・サンズ               |
| 1989–90 | リッキー・ピアース (2)       | SG   | ミルウォーキー・バックス           |
| 1990–91 | デトレフ・シュレンプ         | PF   | インディアナ・ペイサーズ           |
| 1991–92 | デトレフ・シュレンプ (2)     | PF   | インディアナ・ペイサーズ           |
| 1992–93 | クリフォード・ロビンソン     | PF   | ポートランド・トレイルブレイザーズ |
| 1993–94 | デル・カリー                 | SG   | シャーロット・ホーネッツ           |
| 1994–95 | アンソニー・メイソン         | PF   | ニューヨーク・ニックス             |
| 1995–96 | トニー・クーコッチ*          | SF   | シカゴ・ブルズ                     |
| 1996–97 | ジョン・スタークス           | SG   | ニューヨーク・ニックス             |
| 1997–98 | ダニー・マニング             | PF   | フェニックス・サンズ               |
| 1998–99 | ダレル・アームストロング     | PG   | オーランド・マジック               |
| 1999–00 | ロドニー・ロジャース         | PF   | フェニックス・サンズ               |
| 2000–01 | アーロン・マッキー           | SG   | フィラデルフィア・76ers            |
| 2001–02 | コーリス・ウィリアムソン     | SF   | デトロイト・ピストンズ             |
| 2002–03 | ボビー・ジャクソン           | PG   | サクラメント・キングス             |
| 2003–04 | アントワン・ジェイミソン     | SF   | ダラス・マーベリックス             |
| 2004–05 | ベン・ゴードン               | SG   | シカゴ・ブルズ                     |
| 2005–06 | マイク・ミラー               | SG   | メンフィス・グリズリーズ           |
| 2006–07 | リアンドロ・バルボサ         | SG   | フェニックス・サンズ               |
| 2007–08 | マヌ・ジノビリ*              | SG   | サンアントニオ・スパーズ           |
| 2008–09 | ジェイソン・テリー           | SG   | ダラス・マーベリックス             |
| 2009–10 | ジャマール・クロフォード     | SG   | アトランタ・ホークス               |
| 2010–11 | ラマー・オドム               | PF   | ロサンゼルス・レイカーズ           |
| 2011–12 | ジェームズ・ハーデン^        | SG   | オクラホマシティ・サンダー         |
| 2012–13 | J・R・スミス                 | SG   | ニューヨーク・ニックス             |
| 2013–14 | ジャマール・クロフォード (2) | SG   | ロサンゼルス・クリッパーズ         |
| 2014–15 | ルー・ウィリアムズ           | SG   | トロント・ラプターズ               |
| 2015–16 | ジャマール・クロフォード (3) | SG   | ロサンゼルス・クリッパーズ         |
| 2016–17 | エリック・ゴードン^          | SG   | ヒューストン・ロケッツ             |
| 2017–18 | ルー・ウィリアムズ (2)       | SG   | ロサンゼルス・クリッパーズ         |
| 2018–19 | ルー・ウィリアムズ (3)       | SG   | ロサンゼルス・クリッパーズ         |
| 2019–20 | モントレズ・ハレル^          | C    | ロサンゼルス・クリッパーズ         |
| 2020–21 | ジョーダン・クラークソン^    | SG   | ユタ・ジャズ                       |
| 2021–22 | タイラー・ヒーロー^          | SG   | マイアミ・ヒート                   |
| 2022–23 | マルコム・ブログドン^        | PG   | ボストン・セルティックス           |
| 2023–24 | ナズ・リード^                | C    | ミネソタ・ティンバーウルブズ       |
| 2024–25 | ペイトン・プリチャード^      | PG   | ボストン・セルティックス           |

## 最多受賞者
| # | Player                   | Times | Years            |
| - | ------------------------ | ----- | ---------------- |
| 1 | ジャマール・クロフォード | 3     | 2010, 2014, 2016 |
| 1 | ルー・ウィリアムズ^      | 3     | 2015, 2018, 2019 |
| 3 | ケビン・マクヘイル*      | 2     | 1984, 1985       |
| 3 | リッキー・ピアース       | 2     | 1987, 1990       |
| 3 | デトレフ・シュレンプ     | 2     | 1991, 1992       |

## 脚註
1. ↑  NBA Sixth Man of the Year Award Winners